# Ромов, Вениамин Иванович
Вениамин Иванович Ромов (настоящая фамилия — Романов; 1881, Малая Сила, Шерьинская волость, Оханский уезд, Пермская губерния, Российская империя — 1929, Новосибирск, СССР) — российский и советский художник-карикатурист.

## Биография
Родился в 1881 году в деревне Малая Сила Шерьинской волости Оханского уезда Пермской губернии в семье церковнослужителя.

### Томский период
В 1906 году будущий художник поступил на медицинский факультет Томского университета, в этот период он встретил в Томске выпускника Строгановского училища Михаила Щеглова, у которого начал брать уроки рисования.
В 1909 году начинает публиковаться томский сатирический журнал «Силуэты жизни родного города», в декабре этого года Романов становится его редактором. В 1910 году журнал был переименован в «Силуэты Сибири». Для совместной работы в журнале Романов приглашает Щеглова и художника-графика М. Черемных. Журнал печатался еженедельно, тираж составлял около 1000 экземпляров. Финансировал издание Пётр Иванович Макушин, сибирский купец и просветитель.
На страницах издания высмеивались негативные стороны городского быта, бездействие томских депутатов, неблагоустроенность Томска. После прихода Романова изменились принципы иллюстрирования, карикатуры стали занимать целые полосы, кроме того, в журнале появились некое подобие комиксов — из нескольких картинок создавался развернутый сюжет с подписями на тему жизни в Томске. В 1910 году кроме карикатур в журнале появились фотографии и гравюры. «Силуэты Сибири» стали важным явлением томской журналистики, однако в 1911 году журнал был закрыт, так как его авторы высмеяли томского губернатора. В этот же период художник создает первую серию типажей «Томские студенты».

### Малоизвестный период
После разгрома колчаковской армии Романов несколько месяцев находился в концентрационном лагере Омска, затем работал в художником-декоратором в различных театрах.

### Новониколаевский период
В 1920 году художника пригласили в Сибгостеатр в Новониколаевске (совр. Новосибирск), а год спустя он перешёл на работу к М. М. Басову в краевое издательство, именно в то время в местных газетах, главным образом в «Советской Сибири», стали появляться его карикатуры под псевдонимом «Ромов».
В 1922 году работникам газеты приходит идея о создании сатирического журнала «Скорпион», в котором подвергались бы критике такие явления как мещанство, обывательщина, формализм и бюрократизм. Художниками «Скорпиона» стали А. Иванов и В. Ромов. Карикатуры Ромова печатались в рубриках «Гримасы нэпа» и «Гримасы жизни», в них отразились характерные типажи той эпохи: самодовольный нэпман и дельцы-комбинаторы, в качестве наживы использовавшие «воздух» и «дым».
Рисунки Ромова с остроумными подписями появлялись в газете «Советская Сибирь», журналах «Товарищ» и «Сибирь». Художник иллюстрировал журнал «Охотник и пушник Сибири», благодаря чему, по мнению современников, увеличился тираж этого издания. Художник Алексей Вощакин вспоминал:

Его карикатуры хорошо известны читателям журнала «Охотник и пушник Сибири». Ромов был сам заядлым охотником и прекрасно знал условия и охотничий быт Сибири. Потому его «охотничьи» карикатуры особенно ценны.— «Советская Сибирь», 9 января 1929

#### Новониколаевские типажи
В 1922 году художник создает серию зарисовок «Новониколаевские типажи», состоящую из 18 рисунков, изданных Сибкрайиздатом в виде почтовых карточек. В образах этой серии практически отсутствует гротескное заострение, силуэт точен и лаконичен. Тучный «Председатель» с подозрительным взглядом крепко сжимает в своих руках два портфеля, символизирующие бюрократическую власть. «Врид. Зам.» (временно исполняющий дела заместитель) в щегольском полувоенном френче сочетает в себе самолюбование и полную готовность немедленно исполнить любой приказ своего начальника. Выразительны образы «Академика», «Управдела», «На исходящем».
Ромов создал также несколько рисунков на тему обновленчества, в их числе рисунок «Митрополит», изображающий представителя «церковного модерна», с трубкой во рту, с шейным платком, в короткой куртке с отворотами, с красными крестами на рукавах и со стеком в руках церковник идет в поход против православных устоев.
В «Типажи» вошли также и жанровые зарисовки жизни в Новониколаевске: «Самогонное действо», «Слухи».
- Академик
- Слухи
- Алиллуйя
- Управдел
- Председатель
- Самогонное действо
- На исходящем

#### Последний период жизни
1928 год стал для художника наиболее насыщенным в творческом плане, помимо работы для периодической печати он трудится и над оформлением книг сибирских литераторов.
Ромов отлично понимал, что карикатура стала главным его призванием. Несмотря на свою тяжелую болезнь, он не мог оставаться без художественной работы, в записке к писателю К. Урманову он пишет следующее:

"Маэстро! Посылаю пару плохих заставок. Если есть — пришлите материал для карикатур. Дайте хорошую тему для рисунка-карикатуры во всю страницу. Дело не подгажу. Сделаю во!! Только растолкуйте хорошо тему. Скучно без работы, без движения, без разговоров, без людей, без воздуху!! Температура все время 38,5 и 39,0… С приветом. Ромов.
Для поддержки Ромова начинается денежный сбор, на его лечение жертвуют деньги новосибирские художники и писатели: Г. Пушкарёв, А. Кручинин, В. Итин, Г. Вяткин, Н. Анов, Иванов, С. Козьмодемьянский, Вощакин.
7 января 1929 года Ромов умер в новосибирской городской больнице.

## Память
В тетради из архива К. Урманова, вместе с рисунками художника и воспоминаниями о нём, сохранилось стихотворение Ивана Ерошина, посвящённое Вениамину Ромову.